# The Audacity of Democracy
The Audacity of Democracy (en español: La audacia de la democracia) es un documental independiente estadounidense de 2009,producido por Lorenda Starfelt y dirigido por Brad Mays para LightSong Films, con sede en North Hollywood. La película, que fue filmada en la ciudad de Nueva York, Washington D. C., Chicago, Dallas, Austin y Denver, ofrece una mirada en profundidad al movimiento PUMA (People United Means Action) en general, y a una de sus líderes más controvertidas, Darragh Murphy, en particular.

## Críticas
Brad Mays fue rápidamente criticado por varios blogs pro-Obama en línea, que señalaban un conflicto de intereses debido a que la producción había sido financiada por el propio PAC PUMA. Un sitio abiertamente anti-PUMA llamado StupidPumas publicó una página titulada Stupid Brad Mays, en la que criticaban al cineasta por no realizar una investigación adecuada sobre el movimiento PUMA.Mays reconoció estas preocupaciones, aunque sostuvo que la película sería un relato objetivo de lo que vio y escuchó durante las primarias demócratas.Aproximadamente una semana antes de la convención demócrata en Denver, todo el equipo de filmación de Mays fue robado mientras se dirigía a Chicago. Aunque la mayor parte del equipo fue finalmente reemplazada, la crucial grabación en Chicago se vio seriamente comprometida.
Cuando Mays decidió, en aras del equilibrio, filmar entrevistas con el periodista de internet Tommy Christopher,un crítico abierto del movimiento PUMA, la base del movimiento PUMA denunció rápidamente al cineasta y se distanció por completo del proyecto. En múltiples entrevistas posteriores en Blog-Radio, Brad Mays ha expresado una profunda insatisfacción con su película, revelando que no se le permitió completar el rodaje de la manera originalmente acordada, y agregó que muchos de los miembros de PUMA que habían decidido cambiar su apoyo a John McCain no estaban conformes con la forma en que sus nuevas inclinaciones republicanas se mostraban en pantalla.Según un anuncio en WordPress.com sobre la película, “este filme de dos horas ofrece una mirada comprensiva pero sin concesiones a un auténtico grupo de acción política de base, decidido —para bien o para mal— a cambiar el rumbo de la historia estadounidense”.
Alegando irregularidades electorales, incluyendo fraude en los caucus por parte de la imponente campaña de su rival Barack Obama, PUMA intentó —sin éxito— asegurar la nominación presidencial del Partido Demócrata para su candidata preferida, la senadora y ex primera dama Hillary Clinton.